# Esporões
Esporões is een plaats (freguesia) in de Portugese gemeente Braga en telt 1 845 inwoners (2001).